# Rettenschöss
Rettenschöss – gmina w zachodniej Austrii, w kraju związkowym Tyrol, w powiecie Kufstein. Według Austriackiego Urzędu Statystycznego liczyła 475 mieszkańców (1 stycznia 2015).